# Waldemar Kozak
Waldemar Kozak (Lublino, 17 maggio 1948) è un ex cestista polacco.

## Carriera
Con la Polonia ha disputato i Giochi olimpici di Monaco 1972 e tre edizioni dei Campionati europei (1967, 1969, 1971).

## Palmarès
- Campionato polacco: 1

Śląsk Breslavia: 1969-70